# Rüddel (Windeck)
Rüddel war ein Ortsteil der Gemeinde Windeck im Rhein-Sieg-Kreis. Es bildet heute einen Teil von Rosbach.

## Lage
Rüddel liegt auf den Hängen des Leuscheid im Siegtal. Ehemalige Nachbarorte sind Sieg und Hundenborn im Nordosten, Obernau im Süden, Roth im Westen und Rosbach selbst im Nordwesten.

## Geschichte
Das Dorf gehörte zum Kirchspiel Rosbach und zeitweise zur Bürgermeisterei Dattenfeld.
1830 hatte Rüddel 32 Einwohner.
1845 hatte der Weiler 39 Einwohner in acht Häusern. 1863 waren es 44 Personen. 1888 gab es 50 Bewohner in acht Häusern.
1962 wohnten hier 79 und 1976 102 Personen.